# Ronald Herbert Garvey
Sir Ronald Herbert Garvey KCMG KCVO MBE (* 4. Juli 1903 in Lincolnshire; † 31. Mai 1991) war ein britischer Kolonialverwalter und -gouverneur.

## Bedeutende Ämter
Von 1938 bis 1939 bekleidete er das Amt des Ständigen Kommissars (Resident Commissioner) der Kronkolonie der Gilbert- und Elliceinseln, dem späteren Kiribati. Garvey war von 1944 bis 1948 Verwalter von St. Vincent und den Grenadinen und vom 28. Februar 1949 bis zum 21. Oktober 1952 Gouverneur von Britisch-Honduras. Am 6. Oktober 1952 wurde er Gouverneur der Fidschi-Inseln und bekleidete dieses Amt bis zum 28 Oktober 1958. In dieser Zeit war er auch Präsident des fidschianischen Native Land Trust Board. Von 1959 bis 1966 war er Vizegouverneur der Isle of Man.
1984 veröffentlichte er seine Autobiografie Gentleman pauper.
Er war verheiratet mit Patricia Dorothy, geborene McGusty, Tochter des Mediziners Victor William Tighe McGusty.